# ドローンリーグ
DRONE LEAGUE（）とは、ドローン検定協会株式会社がルールを定める無人航空機（ドローン）を用いたドローンレースの大会名称である。

## 概要
カラフルな電飾やスピード感のあるレース用ドローンを用いてレースの開催自体を興行とする従来のドローンレースと異なり、ドローンレースに出場する人が自ら楽しむためのレースをコンセプトとして開催されている。
野球に例えた場合に、入場料等を収益とするレースがプロ野球とすると、ドローンリーグは、出場するレーサー自身が楽しむ草野球に相当する。

## ルール
ドローンリーグのルールは、３つのルールブックによって定められている。また、レギュレーションは、ルールブックとは別にパートとして定められている。大会では、ルールブックとパート番号の組み合わせで競技が行われる。
| ルール名称     | ルール         | レース種類   |
| -------------- | -------------- | ------------ |
| ホワイトレース | ホワイトブック | 目視内レース |
| ブルーレース   | ブルーブック   | 目視外レース |
| レッドレース   | レッドブック   | プロレース   |

ルールブックはいずれもドローン検定協会の登録商標である。

## パート
パートは、機体レギュレーションやレース種別・コース仕様等が定められている。パート番号の下二桁目より大きい数字（１０、２０、３０・・・）で、グループ分けされており、例えばパート１０～パート１９は、コース仕様やレース種別がいずれも同じ機体レギュレーションであるため、同じ機体で出場することができる。レース仕様は、タイムレース・着順レース・課題レースの３種類とされている。

### パート１０番台機体レギュレーション
| 項目             | レギュレーション                       |
| ---------------- | -------------------------------------- |
| ローター数       | ４ローターに限る                       |
| フレームサイズ   | 対角ローター軸間100mm以上300mm未満     |
| ブレード         | 制限なし                               |
| 離陸重量         | 80グラム以上200グラム未満              |
| バッテリー種別   | Li-Poバッテリー（最大４セル）          |
| バッテリー容量   | 10Wh未満                               |
| ローター最大出力 | 制限なし                               |
| 灯火             | 制限なし                               |
| FPV              | 制限なし（ホワイトレースでは使用禁止） |

### パート２０番台機体レギュレーション
| 項目             | レギュレーション                       |
| ---------------- | -------------------------------------- |
| ローター数       | ４ローターに限る                       |
| フレームサイズ   | 対角ローター軸間30mm以上100mm未満      |
| ブレード         | 制限なし                               |
| 離陸重量         | 100グラム未満                          |
| バッテリー種別   | Li-Poバッテリー（最大２セル）          |
| バッテリー容量   | 3Wh未満                                |
| ローター最大出力 | 制限なし                               |
| 灯火             | 制限なし                               |
| FPV              | 制限なし（ホワイトレースでは使用禁止） |